# 独裁 -monopolize-
《独裁 -monopolize-》是T.M.Revolution在1996年5月13日发行的出道单曲。销售方为索尼音乐娱乐(Sony Music Entertainment(Japan))。

## 概要
- 这张单曲的发售日是星期一，这跟一般在星期三发售单曲相比在日本公信榜周统计方面是不利的。另外，这天是“佛灭日”(13日，"13"在欧美是不吉利的数字。)这是一种商业手法，意在“克服不利的因素”，所以选择了这一挑战性的日期。
- 出道当天西川是“OFF”状态，那天西川本人没有参加宣传活动。
- 浅仓大介参加了标题曲的PV拍摄。
- 单曲《蒼い霹靂〜JOG edit〜》收录了作为c/w曲的、1997年11月23日举行的LIVE中《独裁 -monopolize-》的现场版。
- 初发行时是8cm CD的规格。2009年3月25日，该单曲以12cm CD规格再发行，并且以Blu-Spec CD的形式收录在该日发行的《T.M.REVOLUTION SINGLE COLLECTION 96-99 -GENESIS-》BOX中。

## 收录曲目
1. 独裁 -monopolize-
作詞：井上秋緒　作曲/編曲：浅倉大介
2. LIAR'S SMILE
作詞：井上秋緒　作曲/編曲：浅倉大介
3. 独裁 -monopolize-(Original Backing Track)

## 收录专辑
- MAKES REVOLUTION（#1 ESPECIAL "D-Mix"、#2）
- DISCORdanza Try My Remix 〜Single Collections（#1 Smelled So Nice U-Mix、#2 Breaking The Code I-Mix）
- B★E★S★T（#1）
- The Complete Single Collection of T.M.Revolution 1000000000000 -billion-  （#1）
- UNDER:COVER 2（#1）

## 乐曲联系
电视节目《周刊Stamina天国》片头曲